# うわさの三つ子くん、さわるな危険!
『うわさの三つ子くん、さわるな危険!』（うわさのみつごくん、さわるなきけん）は、丸井とまとによる児童文学シリーズ。野いちごジュニア文庫より2023年11月から発行されている。挿絵は久我山ぼん。

## あらすじ
父親と暮らす中学一年生の彩瀬桃花は、父親が再婚する事となり、連れ子の三つ子の兄弟と家族となり同居することに。

## 登場人物
彩瀬桃花（あやせももか）
父親と二人暮らし。料理が得意な中学一年生。
鈴宮藍（すずみやらん）
三つ子の一人。運動も勉強もできる完璧男子。
鈴宮琥珀（すずみやこはく）
三つ子の一人。スポーツ万能でバスケ部に入っている。1年生でエース。
鈴宮朱音（すずみやあかね）
三つ子の一人。手先が器用で料理や裁縫も得意。
和歌（わか）
桃花のクラスメイトで幼馴染であり親友。桃花の頼れる相談相手。

## 既刊一覧

### 小説
- 丸井とまと（著）・久我山ぼん（絵）『うわさの三つ子くん、さわるな危険!』〈野いちごジュニア文庫〉、既刊1巻（2023年11月20日現在）
  1. 「【超きゅん！同居ラブ祭】」2023年11月20日発売[1]、ISBN 978-4-8137-8123-3